# Mala Krupska Rujiška
Mala Krupska Rujiška je naseljeno mjesto u sastavu općine Bosanski Novi, Republika Srpska, BiH.

## Stanovništvo
| Mala Krupska Rujiška |              |
| godina popisa        | 1991.        |
| Srbi                 | 430 (99,77%) |
| Hrvati               | 0            |
| Muslimani            | 0            |
| Jugoslaveni          | 1 (0,23%)    |
| ostali i nepoznato   | 0            |
| ukupno               | 431          |